# 圣经注释
圣经注释是指对于《圣经新旧约全书》中66本书的部分或全部的注释。目前在中文文献中包括《马太亨利圣经注释》《圣经综合解读》、《摩根解经》、《麦种圣经注释》、《丁道尔圣经注释》、《天道圣经注释》、《加尔文圣经注释》、《马唐纳圣经注释》等。